# Galla (demon)
Galla (akadyjskie gallu) − jeden z licznych rodzajów sumeryjskich demonów. Według jednego z magicznych tekstów było ich siedem.
W szczególności były one odpowiedzialne za doprowadzenie ludzi do świata podziemnego. Towarzyszyły bogini Inannie podczas jej powrotu ze świata podziemnego oraz sprowadziły Dumuziego do zaświatów.
Tak jak w przypadku większości sumeryjskich demonów, mogła również istnieć przyjazna forma galla.